# Чан Бого (антарктична станція)
«Чан Бого» — південнокорейська науково-дослідна станція в Антарктиці, відкриття якої відбулося 12 лютого 2014 року. Розташована в південно-східній частині Антарктиди на Землі Вікторії.
Названа на честь Чан Бого, корейського воєначальника IX століття.

## Історія
Південна Корея отримала дозвіл на розміщення другої полярної станції в Антарктиді в червні 2012 року, а в грудні того ж року почалося будівництво, на яке було витрачено 98 млн доларів США. На відкритті був присутній спікер Національних зборів Південної Корея Кан Чанхі.
Південна Корея стала десятою країною, яка має більше однієї бази в Антарктиці (інша південнокорейська антарктична станція, Седжонг, розташована на острові Кінг-Джордж).

## Особливості
Середньорічна температура на станції становить близько -14 °C. Станція складається з 16 об'єктів, її загальна площа становить 4458 м². Там можуть розміститися до 60 осіб. Планується, що постійний персонал станції складе 16 фахівців. На станції встановлено сонячні батареї та обладнання для перетворення енергії вітру. Основну увагу в дослідженнях планується приділяти вивченню льодовиків, метеоритів та озонового шару.